# Bouvron, Loire-Atlantique
Bouvron är en kommun i departementet Loire-Atlantique i regionen Pays de la Loire i nordvästra Frankrike. Kommunen ligger i kantonen Blain som tillhör arrondissementet Châteaubriant. År 2022 hade Bouvron 3 067 invånare.

## Befolkningsutveckling
Antalet invånare i kommunen Bouvron
| Referens: INSEE |